# Schlotheimia malacophylla
Schlotheimia malacophylla är en bladmossart som beskrevs av Bescherelle 1880. Schlotheimia malacophylla ingår i släktet Schlotheimia och familjen Orthotrichaceae. Inga underarter finns listade i Catalogue of Life.